# Pont à tréteaux de Goat Canyon
Le Pont à tréteaux de Goat Canyon est le plus grand du monde en bois cintré de tréteaux. Il se trouve à environ 80 km à l'est de San Diego, en Californie. Il a été construit en 1933 dans le cadre du San Diego and Arizona Eastern Railway.

## Arrière-plan
Sous la direction de John D. Spreckels, la construction du chemin de fer de l'Est de San Diego et de l'Arizona a commencé en 1907. Il a été soutenu par Edward Henry Harriman à l'insistance du président Theodore Roosevelt,. En 1919, le chemin de fer a été achevé, reliant San Diego à la vallée impériale, en passant par le Mexique. Avant la construction du chemin de fer, la seule liaison ferroviaire avec San Diego venait du nord, via Los Angeles, qui n'a été achevée qu'à la fin du XIXe siècle. Au départ, le pont le plus important sur le parcours était le viaduc du ruisseau Campo, qui mesure 180 m de long et 61 m de haut.

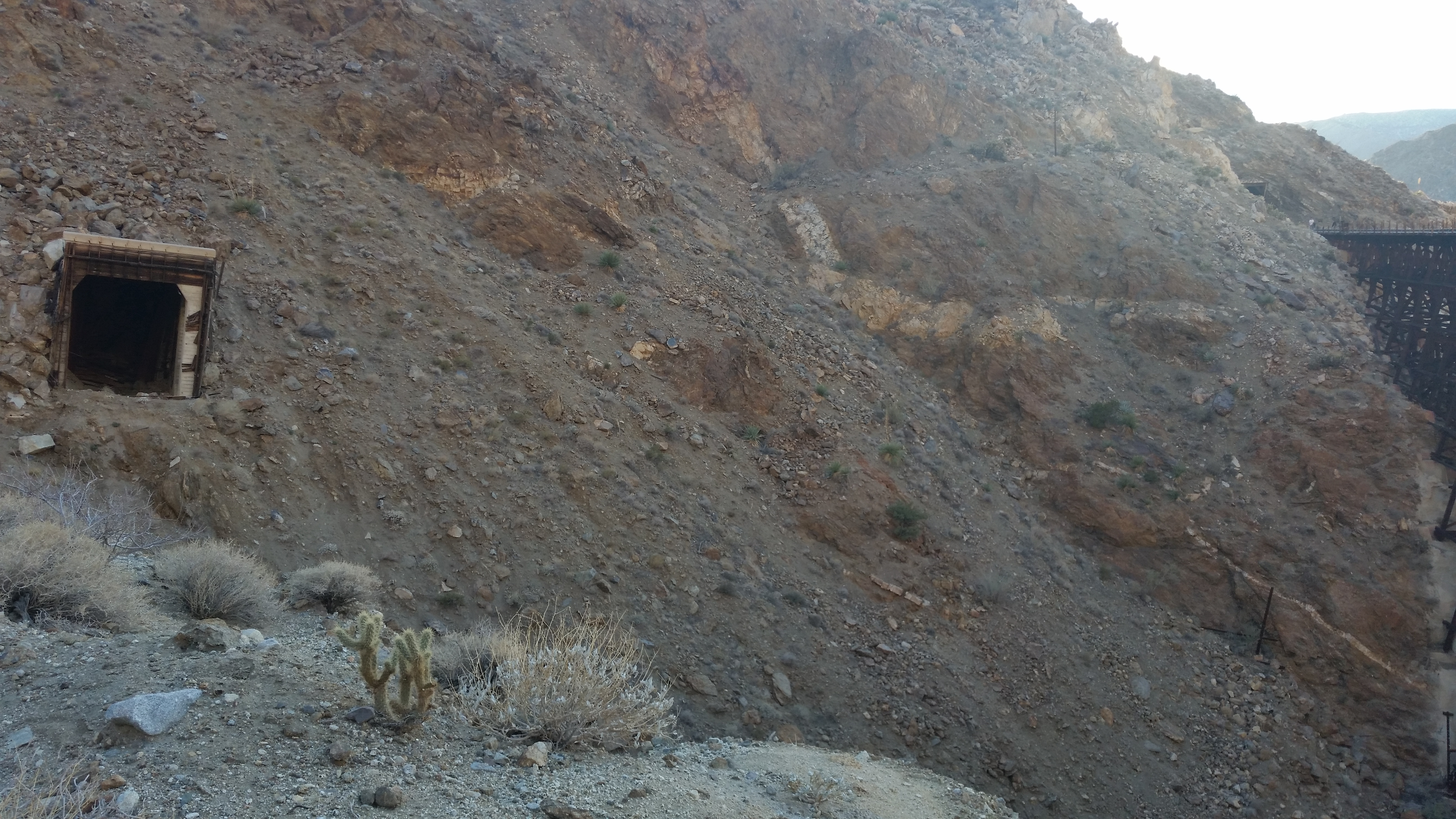
Extrémité nord du tunnel 15 effondré.

Le SD&AE a été appelé le "chemin de fer impossible", et a connu une série de difficultés qui ont conduit à la fermeture périodique du chemin de fer, y compris des tunnels effondrés et des glissements rocheux. L'un d'entre eux a été l'effondrement du tunnel numéro 15 en mars 1932. à cause d'un tremblement de terre. Les vestiges de l'effondrement du tunnel 15 sont toujours visibles aujourd'hui.

## Histoire
En réponse à l'effondrement du tunnel 15, le pont a été construit. La construction a commencé en 1932 et s'est fait par sections, les sections étant construites au fond du canyon, puis soulevées en position. Il a été achevé en 1933, ce qui a entraîné un réalignement de la voie ferrée. Il a été construit en bois rouge, le même type de bois utilisé pour les traverses de chemin de fer le long du reste du parcours. Le bois a été utilisé car les grandes fluctuations de température auraient entraîné la fatigue du métal dans un pont en acier. Il a été construit avec une courbe de 14°.

Photo panoramique de la région située juste au nord du pont.

En 1951, le service régulier de transport de passagers sur le pont a pris fin, le trafic de fret intermittent se poursuivant (lorsque le chemin de fer n'étais pas fermé en raison de dommages). En 1976, l'ouragan Kathleen a endommagé le pont ainsi que le reste de la ligne et les réparations n'ont été achevées qu'en 1981. L'utilisation du chemin de fer a pris fin en 1983, en raison de l'effondrement des tunnels, et la restauration du chemin de fer n'a repris qu'en 2003. En 1999, Huell Howser a visité le pont. Pendant l'incendie de Cedar en 2003, les équipes ont mené des opérations de lutte contre les incendies en raison d'actes d'incendie criminel près des voies ferrées. Après que les réparations de la ligne ont été achevées en 2004, l'utilisation de la ligne a repris par Carrizo Gorge Railway. Le Pacific Southwest Railway Museum offrait des excursions sur la voie ferrée à partir de Campo. En 2008, la ligne Desert, qui comprend la voie ferrée au nord du Mexique, y compris la gorge de Carrizo, a été fermée indéfiniment pour réparations, ce qui a mis fin à l'utilisation du pont. Au début de 2017, le tunnel numéro 6, près du pont s'est effondré, et la route a été bloquée. En janvier 2018, la Baja California Railroad évaluait la ligne avant qu'elle ne puisse être réparée. Le pont reste une destination populaire pour la randonnée,.

## Environnement
Depuis au moins les années 1970, une population de mouflons d'Amérique vit près du pont, une espèce en voie de disparition. Une autre espèce en voie de disparition dans la zone du pont est le viréo de Bell.

## Répliques
Une réplique à l'échelle HO du pont peut être vue en usage au San Diego Model Railroad Museum. La réplique est à 1,8 m du sol et elle mesure au total 3 m de haut. Elle est plus ancienne que le musée lui-même, ayant été construit en 1941. Dans le même musée se trouve une réplique à l'échelle N du pont, basée sur une route arpentée en 1855.